# Tiroteo en la avenida Paseo de la República en Lima de 2025
El tiroteo en la avenida Paseo de la República hace referencia a un enfrentamiento armado ocurrido el 21 de mayo de 2025, durante un operativo de la Policía Nacional del Perú en el distrito de Lince, en plena Vía Expresa Luis Fernán Bedoya Reyes, una de las principales arterias viales de la ciudad de Lima. El hecho se produjo cuando agentes policiales interceptaron a una banda de presuntos delincuentes armados que se desplazaban en un vehículo. El operativo terminó con dos criminales abatidos, un coronel herido de bala y la paralización del tránsito en una zona clave de la capital. El incidente fue ampliamente cubierto por los medios y generó debate sobre la seguridad ciudadana y los operativos policiales en zonas urbanas densamente transitadas.

## Antecedentes
«Los Injertos del Centro» era una organización criminal dedicada al robo agravado, extorsión, secuestro y homicidio en diversos distritos de Lima, como Lince, Miraflores, San Isidro, Surco y Jesús María. La banda operaba utilizando vehículos robados con placas adulteradas para cometer hasta cuatro asaltos diarios. Además, se les atribuye el asesinato del suboficial PNP Ángel Belleza Zapata en abril de 2025, mientras este brindaba servicios de escolta a un empresario en Miraflores.

## El operativo
La noche del 21 de mayo, agentes de la Subunidad de Acciones Tácticas (SUAT) y la Dirección de Investigación Criminal (Dirincri) localizaron a miembros de la banda desplazándose en una camioneta robada. Al intentar interceptarlos en la Vía Expresa, los delincuentes abrieron fuego contra los efectivos policiales, desencadenando una intensa balacera que, según testigos, incluyó más de cincuenta disparos. Durante el enfrentamiento, los delincuentes colisionaron con varios vehículos en su intento de fuga. El coronel Juan Carlos Montúfar, jefe de la División de Investigación de Robos de la PNP, resultó herido en una pierna y fue trasladado al Hospital Nacional PNP Luis N. Sáenz. Otros dos agentes también sufrieron heridas.
Tras el enfrentamiento, las autoridades capturaron a varios integrantes de la banda. Entre ellos se encontraba Alexander Jesús Alvarado Zeballos, identificado como el presunto cabecilla del grupo; Eduardo Kelvin Quiñones Del Piélago, quien resultó herido en el glúteo y fue trasladado a un centro médico bajo custodia policial; y Giancarlos Huamán Cornejo, señalado como presunto ejecutor de los asaltos.
El tiroteo generó gran conmoción en la ciudad, paralizando el tránsito en una de las principales arterias viales de Lima durante la hora punta. Los videos del enfrentamiento se viralizaron en redes sociales, mostrando la peligrosidad del operativo y la respuesta policial. El coronel Montúfar fue dado de alta el 23 de mayo y expresó su compromiso de continuar en la lucha contra el crimen organizado.

## Reacciones
El general Óscar Arriola, jefe del Estado Mayor de la PNP, destacó la labor de los agentes y señaló que la banda desarticulada era responsable de múltiples delitos graves en la capital. El Ministerio del Interior también reconoció el trabajo de la policía y reafirmó su compromiso en la lucha contra la inseguridad ciudadana.